# Arkadjij Nikolaevič Kol'catyj
Arkadjij Nikolaevič Kol'catyj (Odessa, 14 settembre 1905 – Los Angeles, 1º agosto 1995) è stato un regista sovietico.

## Filmografia parziale

### Regista
- Tainstvennyj monach (1968)
- Staryj znakomyj (1969)